# Macuiltonaleque

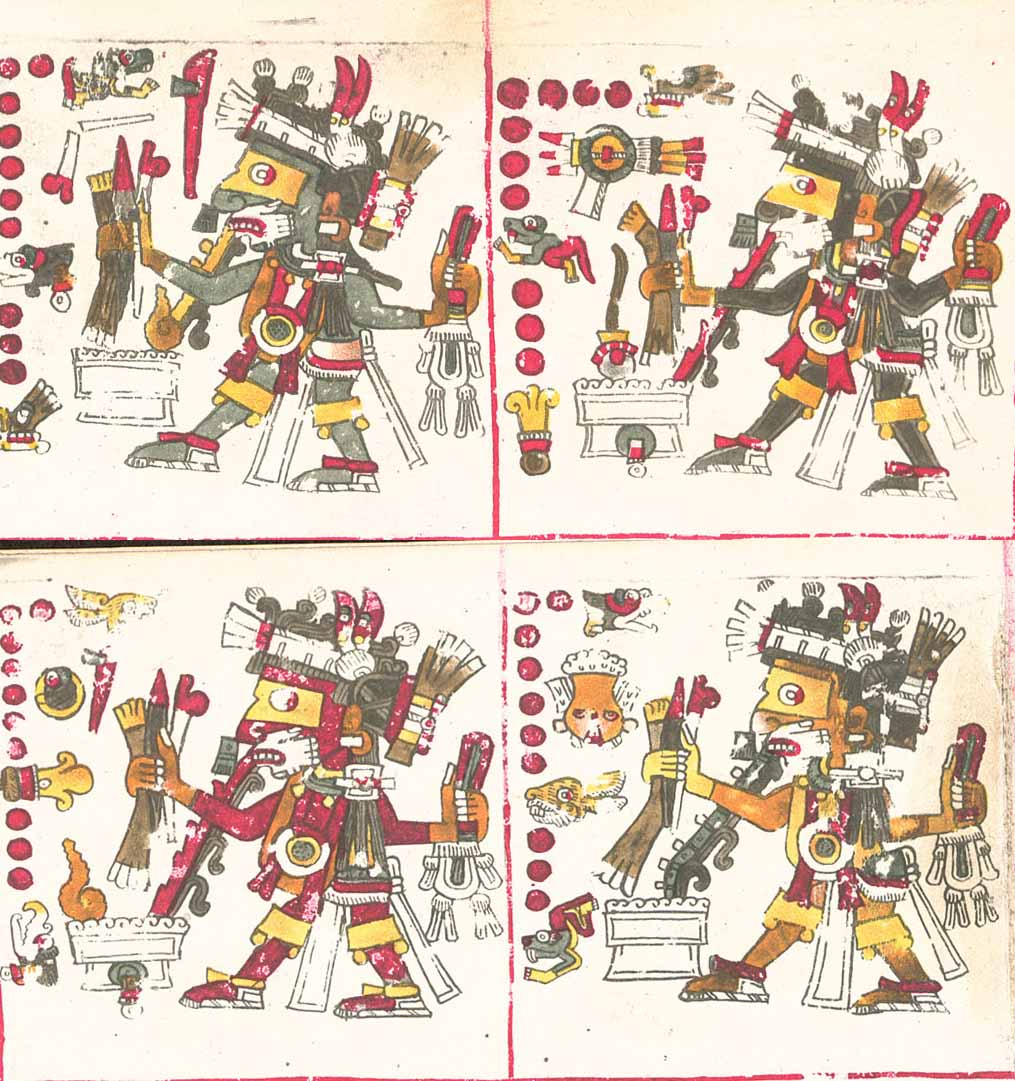
Macuiltonaleque, Códice Borgia.

Macuiltonaleque (del náhuatl: Makwiltonalehkeh ‘los que tienen el tonal de cinco’‘makwilli, cinco; tonalli, signo calendárico o tonal; -eh, poseedor de; -keh, plural’) (en singular Macuiltonal), Tonaleque (en singular Tonal), Ahuiateteoh (en singular Ahuitéotl), en la mitología mexica, son las encarnaciones de los excesos, placer y la violencia. También llamados Ahuiateteoh. Su contraparte femenina son las cihuateteoh. Eran representados como seres cadavéricos que solían vagar por los campos de batalla, vistiendo las típicas ropas de un guerrero mexica. Entre estos, se identificaron los siguientes en el Códice Borgia:
- Macuilcozcacuauhtli (del náhuatl: Makwilkoskakwawtli ‘cinco zopilote’‘makwilli, cinco; koskakwawtli, zopilote’).
- Macuilcuetzpalin (del náhuatl: Makwilkwetspalin ‘cinco lagartija’‘makwilli, cinco; kwetspalin, lagartija’).
- Macuilmalinalli (del náhuatl: Makwilmalinalli ‘cinco hierba’‘makwilli, cinco; malinalli, hierba’).
- Macuiltochtli (del náhuatl: Makwiltochtli ‘cinco conejo’‘makwilli, cinco; tochtli, conejo’).
- Macuilxóchitl (del náhuatl: Makwilxochitl ‘cinco flor’‘makwilli, cinco; xochitl, flor’).
- Macuilacatl (del náhuatl: Makwilakatl ‘cinco caña’‘makwilli, cinco; akatl, caña’).
- Macuilatl (del náhuatl: Makwilatl ‘cinco agua’‘makwilli, cinco; atl, agua’).
- Macuilcalli (del náhuatl: Makwilkalli ‘cinco casa’‘makwilli, cinco; kalli, casa’).
- Macuilcipactli (del náhuatl: Makwilsipaktli ‘cinco caimán’‘makwilli, cinco; sipaktli, caimán’).
- Macuilcóatl (del náhuatl: Makwilkoatl ‘cinco serpiente’‘makwilli, cinco; koatl, serpiente’).
- Macuilcuautli (del náhuatl: Makwilkwawtli ‘cinco águila’‘makwilli, cinco; kwawtli, águila’).
- Macuilehécatl (del náhuatl: Makwilehekatl ‘cinco viento’‘makwilli, cinco; ehekatl, viento’).
- Macuilitzcuintli (del náhuatl: Makwilitskwintli ‘cinco perro’‘makwilli, cinco; itskwintli, perro’).
- Macuilmazatl (del náhuatl: Makwilmasatl ‘cinco venado’‘makwilli, cinco; masatl, venado’).
- Macuilmiquiztli (del náhuatl: Makwilmikistli ‘cinco muerte’‘makwilli, cinco; mikistli, muerte’).
- Macuilocelotl (del náhuatl: Makwiloselotl ‘cinco jaguar’‘makwilli, cinco; oselotl, jaguar’).
- Macuilolin (del náhuatl: Makwilolin ‘cinco movimiento’‘makwilli, cinco; olin, movimiento’).
- Macuilozomatli (del náhuatl: Makwilosomahtli ‘cinco mono’‘makwilli, cinco; osomahtli, mono’).
- Macuilquiahuitl (del náhuatl: Makwilkiawitl ‘cinco lluvia’‘makwilli, cinco; kiawitl, lluvia’).
- Macuiltécpatl (del náhuatl: Makwiltekpatl ‘cinco pedernal’‘makwilli, cinco; tekpatl, pedernal’).